# Vassili Ignatenko
Vassili Ivanovitch Ignatenko (en ukrainien : Василь Іванович Ігнатенко, en biélorusse : Васіль Іванавіч Ігнаценка, en russe : Василий Иванович Игнатенко) est un pompier soviétique né le 13 mars 1961 et mort le 13 mai 1986. Il fait partie des premiers pompiers à intervenir sur le site de la catastrophe de Tchernobyl le 26 avril 1986.

## Biographie
Vassili Ignatenko naît le 13 mars 1961 dans le raïon de Brahine, actuelle Biélorussie. Pendant la nuit du 25 au 26 avril 1986, alors qu'il est avec son épouse à la caserne de Pripyat, il est appelé pour éteindre l'incendie du réacteur no 4 de la centrale nucléaire de Tchernobyl. Sans protection particulière, Ignatenko est exposé à une importante dose de radiations et est transféré à l'hôpital numéro 6 de Moscou où il meurt le 13 mai des conséquences de l'irradiation à l’âge de 25 ans.
Vassili Ignatenko est enterré au cimetière Mitinskoe à Moscou.

## Postérité
Sa veuve Lioudmila raconte son histoire dans La Supplication de Svetlana Aleksievitch. Elle décrit les changements provoqués jour après jour par les radiations sur l'organisme de son mari.
En 2006, Vassili Ignatenko reçoit à titre posthume le titre de héros d'Ukraine, la plus haute distinction honorifique du pays.
En 2019, dans la mini-série Chernobyl, le rôle de Vassili Ignatenko est tenu par l'acteur britannique Adam Nagaitis.